# DN64
DN64 este un drum național care leagă orașele Caracal și Râmnicu Vâlcea, urcând de-a lungul râului Olt și trecând pe lângă Slatina și prin Drăgășani. O ramificație a sa, numerotată DN64A, continuă de la Râmnicu Vâlcea până la Băile Olănești.